# Grizzly Express
Grizzly Express är en kopplingsbar sexstolslift i Björnrike, tillhörande Skistars alpina destination i Vemdalen. Den tillverkades/byggdes av italienska Leitner Ropeways med norska systerföretaget Taubane Teknikk under 2010, stod klar den 15 november och invigdes den 26 december. Grizzly Express blev Sveriges längsta stollift och en av världens snabbaste sådana (dess maxhastighet, 6 m/s, möjliggörs av längre terminaler/stationer än hos expressliftar som uppnår 5 m/s), och som med dess två tillkomna nedfarter (Riket och Kodiak) nästan fördubblade Björnrikes lift- och pistsystems storlek. Liften i sig kostade 55 miljoner kronor att bygga medan den totala notan för projektet i övrigt nådde 91 miljoner kronor, och i detta ingick knappliften Panda (tillbakaanslutning till centrala Björnrike) som byggdes samtidigt och blev placerad parallellt längsmed Grizzly Express från dalstationen med cirka en fjärdedel av Grizzlys sträckning. Ytterligare 5 miljoner kronor gick till snökanonsystemet.

## Historia
År 1988, under den stora byggboomen på alpina skidanläggningar runtom i hela Sverige under 1970- och 1980-talen, fanns planer om att bygga en lift från husvagnsparkeringens bortre ände i Björnvallen upp till toppen på Blästerfjället. Liften skulle få en backe från toppen ända ner, och en kort brant backe från toppen som ansluter till kurvan på Långsvängen. Sedermera uppstod en viss ekonomisk svacka, som ledde till att projektet blev allt längre uppskjutet.
I och med att de båda andra destinationsbyarna Vemdalsskalet och Klövsjö-Storhogna skidområde tidigare under 2000-talet hade försetts med varsin sexstols expresslift (Pass Express respektive Klövsjö Express), blev Grizzlyprojektet den största prioriteringen på Skistar Vemdalens översiktsplan 2008. Grizzly Express finansierades i en variant som gjordes med Klövsjö Express; Skistar Vemdalen både investerade och driver liften tillsammans med två andra delägande bolag.

## Teknisk data
- Längd: 2 043 m
- Hastighet: 6 m/s
- Kapacitet: 2 800 personer/timme
- Fallhöjd: 468 m
- Antal stolar: 95 st
- Antal stolpar: 19 st
- Vajervikt: 35 ton
- Driveffekt: 580 kW